# 루커스 게이지
루커스 게이지(Lukas Gage, 1995년 5월 28일 ~ )는 미국의 배우이다.

## 출연 작품
- 좀비 서바이벌 가이드 (2015)
- 어쌔신 걸스 (2018)
- 문샷 (2022)
- 파이프라인 폭파작전 (2022)
- 로드 하우스 (2024)
- 스마일 2 (2024)
- 컴패니언 (2025)